# Течія Західних вітрів

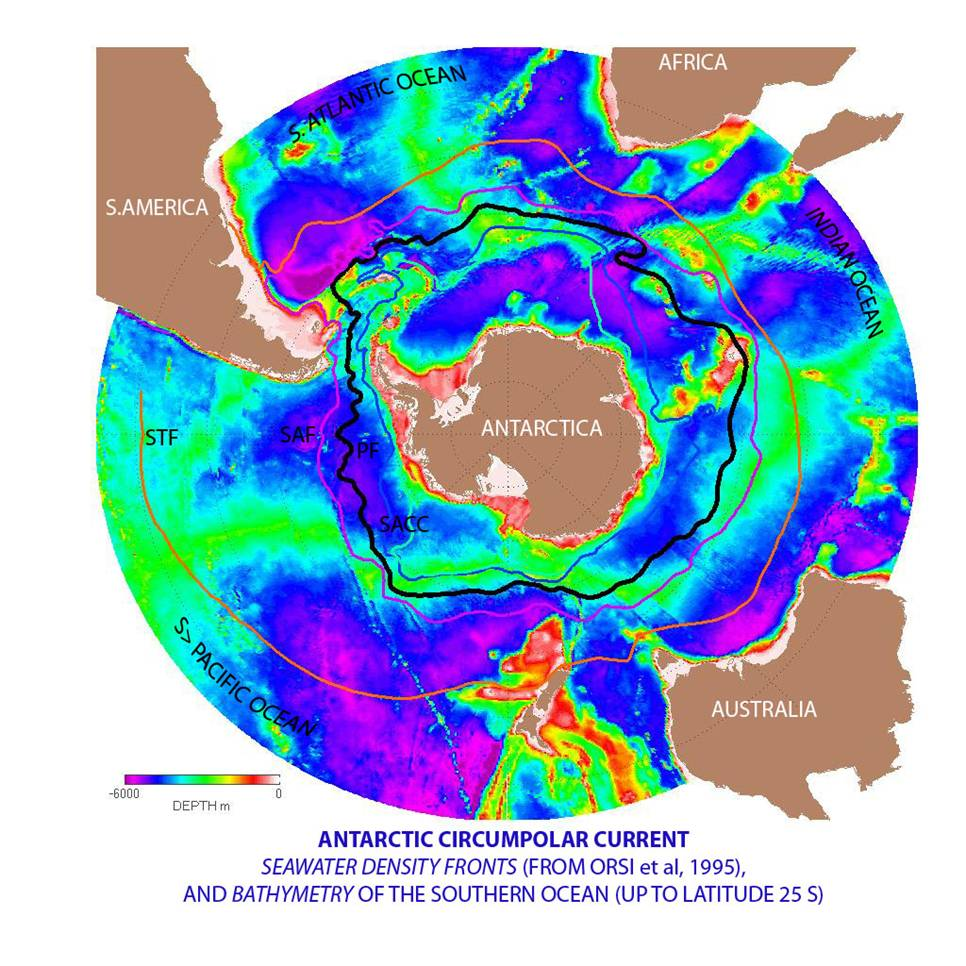
Течія Західних вітрів — найпотужніша течія Світового океану

Течія Західних вітрів або ж Антарктична циркумполярна течія (англ. Antarctic Circumpolar Current, ACC) — потужна океанічна течія в Південній півкулі між 40 і 55° південної широти, що зумовлена впливом постійних західних вітрів (звідки й назва) і має напрям із заходу на схід. Це найпотужніша на Землі течія. Перетинає Атлантичний, Індійський та Тихий океани. Ця течія охоплює земну кулю безперервним кільцем, в межах Південного океану від неї відгалужуються холодні Бенгельська, Західноавстралійська та Перуанська течії.
ACC є домінуючою ознакою циркуляції Південного океану і має середній транспорт  в 100–150 свердрупів (Sv, мільйонів м³/с), 

З Циркумполярною течією пов’язана антарктична конвергенція, де холодні антарктичні води зустрічаються з більш теплими водами субантарктики, створюючи зону апвелінгу поживних речовин. 
Течія створює вири Росса і Ведделла.
Північна межа течії проходить приблизно по 40° південної широти, південна підходить до берегів Антарктиди. Довжина цієї течії перевищує 30 тис. км, середня ширина близько 1 тис., максимальна близько 2,5 тис., мінімальна — в протоці Дрейка. Течія проникає майже до дна океану на глибини до 2-4,5 км.
Швидкість течії до 2 км/год, але зазвичай у межах 0,4-0,9 км/год, на глибинах — не більше 0,4 км/год. Температура води змінюється від 12-15 °С у північній частині течії і до 1-2 °С в південній, солоність відповідно — від 35 до 34 ‰.
Характеризується сильними вигинами, які виникають під упливом контурів материків, рельєфу дна і особливостей взаємодії з атмосферою.
Щосекунди ця течія переносить понад 240 млн м³ морської води, тобто значно більше, ніж усі інші течії разом узяті, навіть у найвужчому місці, в протоці Дрейка щосекундне перенесення становить близько 130 млн м³.
Антарктична циркумполярна течія — потужне джерело енергії для утворення циклонів і антициклонів, які мають велике значення для формування погоди на всій планеті. У зоні цієї течії утворюються і найбільші водяні вихори, які мають лише місцеве поширення на відміну від інших, які дрейфують за течією.
Через часті і сильні шторми зону течії називають «ревучими сороковими широтами».

## Утворення
Опубліковані оцінки початку Антарктичної циркумполярної течії різняться, але зазвичай вважається, що вона почалася на межі еоцену/олігоцену . Ізоляція Антарктиди та утворення ACC відбулися з відкриттям Тасманійського проходу та протоки Дрейка. 
Тасманійський морський шлях розділяє Східну Антарктиду та Австралію і, як повідомляється, відкрився для циркуляції води 33,5 млн років. 

Час відкриття протоки Дрейка між Південною Америкою та Антарктичним півостровом є більш спірним; тектонічні та осадові дані показують, що він міг бути відкритим ще до 34 млн років 

оцінки відкриття проходу Дрейка становлять від 20 до 40 млн років. 

Багато дослідників приписують ізоляцію Антарктиди течією причиною зледеніння Антарктиди та глобального похолодання в еоценову епоху. 
Океанічні моделі показали, що відкриття цих двох проходів обмежувало полярне зближення тепла і викликало охолодження температури поверхні моря на кілька градусів; інші моделі показали, що рівні CO2 також відігравали значну роль у зледененні Антарктиди. 